# Nesokia bunnii
Nesokia bunnii és una espècie de mamífer rosegador de la família dels múrids. És endèmica dels aiguamolls del sud-est de l'Iraq. El seu hàbitat natural són les zones humides. Està amenaçada per l'impacte de l'activitat humana sobre les valls del Tigris i l'Eufrates. Aquest tàxon fou anomenat en honor del zoòleg iraquià Munir K. Bunni.